# Plate-forme de correspondance
Pour les articles homonymes, voir Hub.

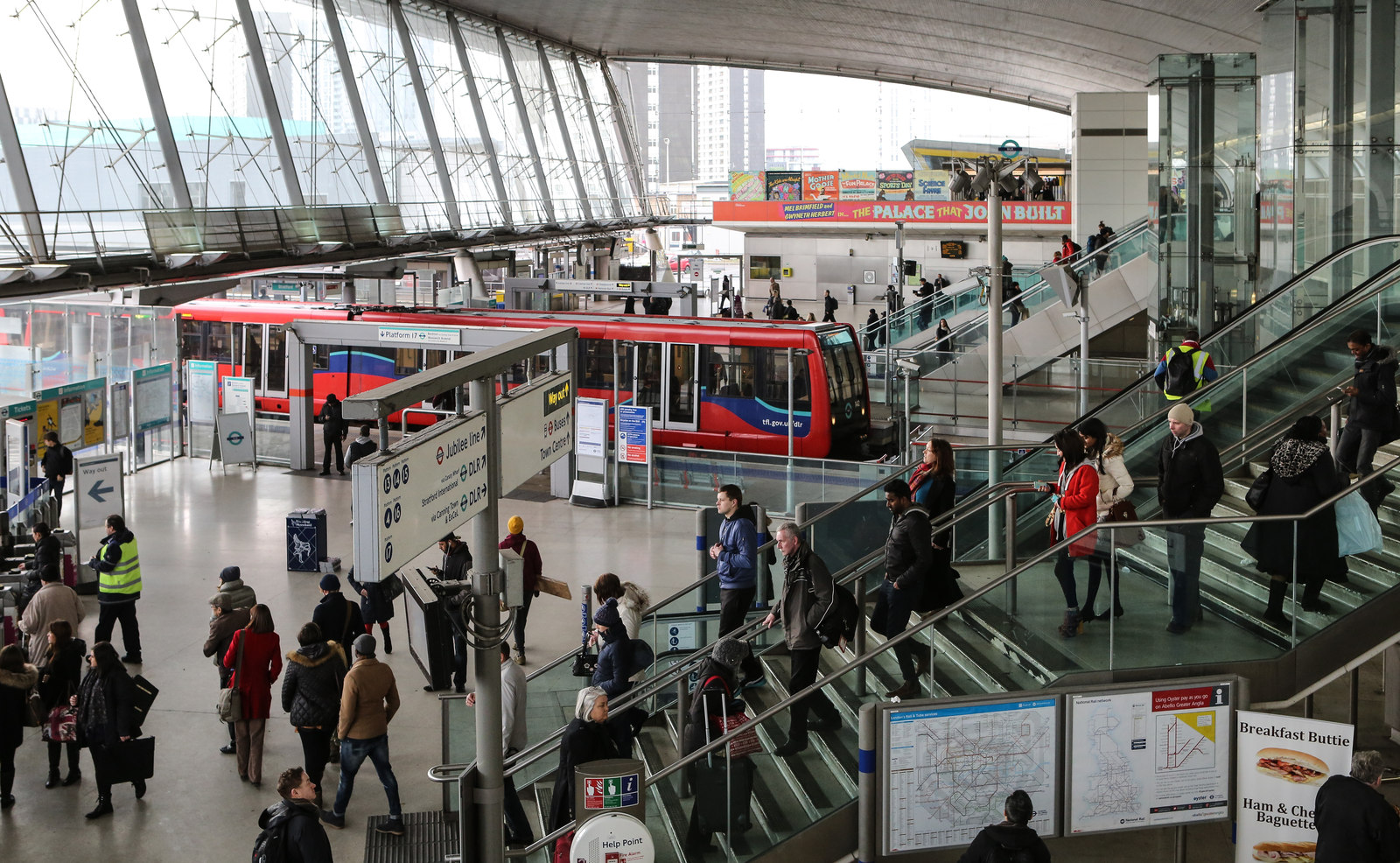
La gare de Stratford, plate-forme de correspondance du parc olympique de 2012 située dans l'est de Londres.

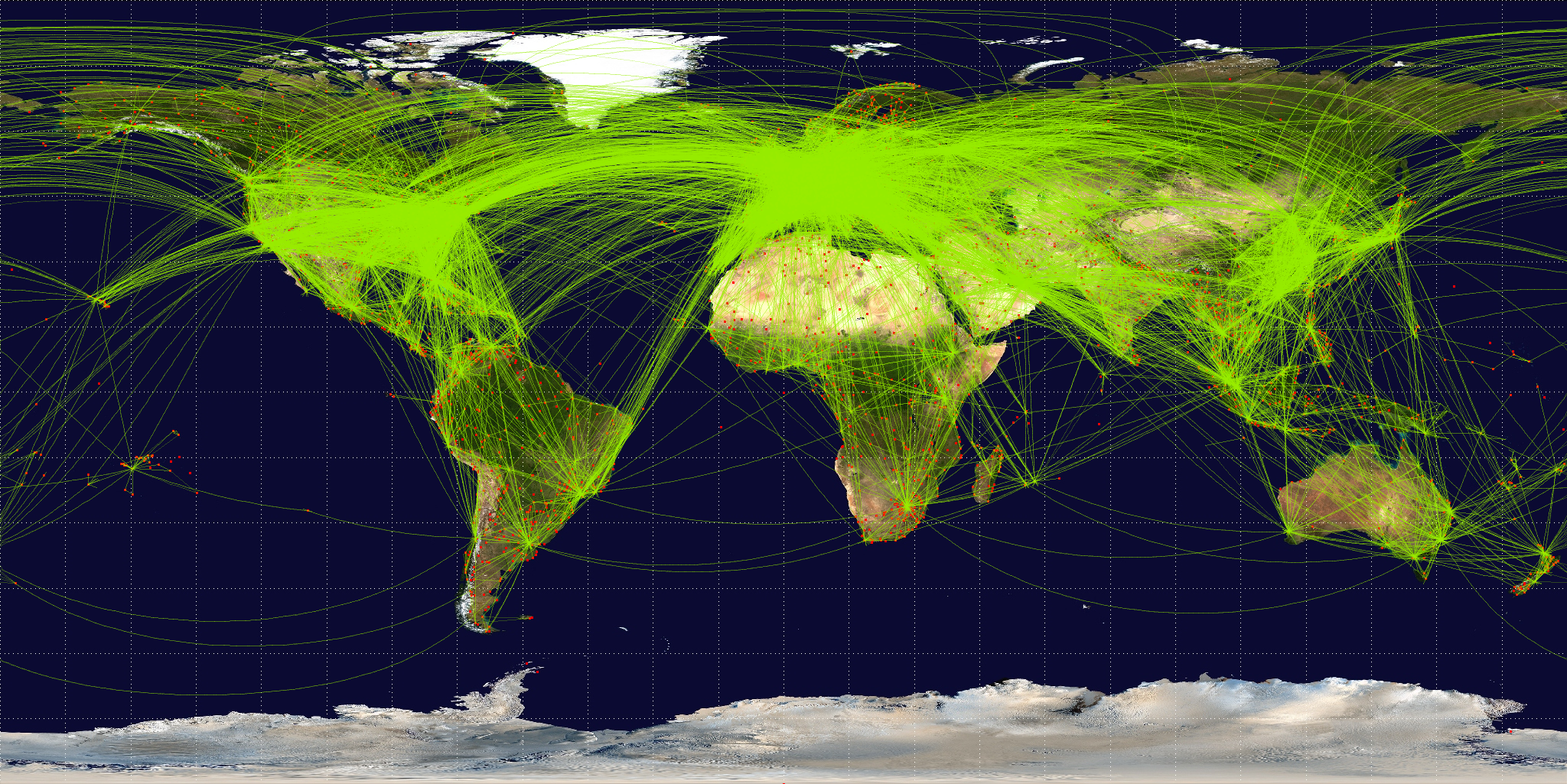
Planisphère montrant le système de hub aéroportuaire.

Exemple de réseau hub and spoke aux États-Unis (1995). Denver et Los Angeles sont deux hubs du trafic aérien.

Une plate-forme de correspondance, ou plateforme de correspondance,, un pôle, une plaque tournante,, aussi dénommé un hub, est le point central d'un réseau de transport. Cette plaque tournante assure par sa concentration un maximum de correspondances. Ce concept est utilisé et théorisé dans le domaine du transport aérien.
En anglais, le mot hub désigne le centre d'une roue ou d'un cylindre et peut donc se traduire par moyeu.

## Plate-forme de correspondance aéroportuaire
Un hub (de l'anglais hub airport) désigne un concept commercial développé aux États-Unis par les compagnies aériennes nationales américaines à la fin des années 1980. Un aéroport est choisi par une compagnie pour y faire transiter une partie notable de ses vols et y assurer des correspondances rapides et garanties.
La plupart des compagnies aériennes ont une base d'opération principale, l'aéroport où se situent leurs installations de maintenance des avions. Cette base est souvent utilisée comme hub principal. Les compagnies aériennes à bas prix qui, pour la plupart, n'assurent pas le transfert des passagers et de leurs bagages entre deux vols n'ont pas, par définition, de hub.
Les plus grandes plates-formes de correspondance aériens se trouvent aux États-Unis où l'avion assure 90 % des transports publics entre cités[réf. nécessaire]. Depuis la loi de 1978 sur la déréglementation du transport aérien aux États-Unis (Airline Deregulation Act), chaque grande compagnie aérienne américaine a réorganisé son réseau pour concentrer le trafic vers un petit nombre de grands aéroports pour y assurer le maximum de correspondances : United Airlines à Chicago O'Hare et Denver, American Airlines à Chicago O'Hare et Dallas-Fort Worth, Delta Air Lines à Atlanta, Cincinnati, Salt Lake City, Minneapolis, Détroit et Memphis, US Airways à Pittsburgh et Charlotte, Continental Airlines à Houston et Cleveland. Une logique de correspondance entre vols intérieurs et vols internationaux fait de certains aéroports des gateways (portes d'entrée) : JFK Airport à New York (American, Delta), Newark (Continental), Philadelphie (US Airways), Washington-Dulles (United), Miami (American), Los Angeles (Delta et United), San Francisco (United). 
Seule Southwest Airlines a choisi de ne pas fonctionner selon une logique de hub, préférant un réseau de lignes directes « point-à-point », qui évite aux passagers de longues haltes dans des aéroports de correspondance et permet aux appareils de Southwest de repartir au plus vite sans attendre les passagers de vols en correspondance.
Pour les compagnies de fret aérien, les plates-formes de correspondance sont les aéroports où se font une grande partie des opérations de tri des paquets : UPS (United Parcel Service) est installée à Louisville (Kentucky) et Fedex à Memphis (Tennessee).

## Exemples dehub
- Singapour est à la fois un hub aérien, avec son aéroport principal (Changi), et un hub maritime avec son port d'envergure mondiale. Le port de Singapour est le deuxième port de conteneurs du monde.
- Hong Kong est également un hub aérien, grâce au Hong Kong Chep Lak Kok, l'un des plus importants aéroports du monde qui constitue l'un des principaux points d'entrée et de sortie de l'Asie pour les passagers et le fret, et aussi maritime avec le port Victoria, qui est l'un des principaux ports mondiaux de commerce.
- Rotterdam est un exemple de hub uniquement maritime, c'est le quatrième plus grand port du monde quant au trafic total et le plus grand port européen. En revanche, aux Pays-Bas on remarque la présence d'un autre hub de type aérien : l'aéroport d'Amsterdam-Schiphol.
- Les aéroports tels que celui de Salt Lake City aux États-Unis, Heathrow à Londres et Paris-Charles-de-Gaulle sont également de grands hub aériens où circulent chaque année des dizaines de millions de voyageurs venus du monde entier.